# Лузіна Дарина Сергіївна
Дарина Сергіївна Лузіна (нар. 24 квітня 1984, Свердловськ, СРСР) — російська акторка.

## Біографія
Дарина Лузіна народилася 24 квітня 1984 року у Свердловську у родині військовослужбовця. Незабаром після народження родина Дарини переїхала до Москви, де дівчина закінчила школу. Після школи Лузіна вступила до Всеросійського державного інституту кінематографії (майстерня В.М. Шиловського), який закінчила у 2003 році. Після завершення навчання Лузіна почала грати на сцені театру на Малій Бронній.

## Телебачення
- Next 3 (2003)
- Бідна Настя (2003-2004)
- Боєць (2004)
- Рубльовка Live (2005)
- Студенти 1 (2005)
- Не народися вродливою (2005-2006)
- Сталін. Live (2006)
- Студенти 2 (2006)
- Морський патруль (2008)
- Метод Лаврової (2011)
- Метод Лаврової 2 (2011)
- Право на правду (2012)
- НС (Надзвичайна ситуація) (2012)
- Фальшива нота (2013)
- Капітан поліції метро (2016)
- Перехрестя (2017)